# John Clayton
John Clayton (1685 ou 1686 — Virginia, Estados Unidos, 15 de dezembro de 1773) foi um botânico britânico.

## Biografia
Clayton chega na América em 1705. Foi assistente de clérigo de 1705 a 1722 e primeiro clérigo de 1722 a 1773. Colhe numerosas espécies botânicas na Virgínia que serão classificadas por Laurentius Theodorus Gronovius (1730-1777) na sua obra Flora Virginia de 1739. Atualmente, uma parte da sua coleção está conservada no Museu de História Natural de Londres.
Carl von Linné (1707-1778) lhe dedicou em 1753 o gênero botânico Claytonia da família das Portulacaceae.

## Fonte
- Allen G. Debus (dir.) (1968). World Who’s Who in Science. A Biographical Dictionary of Notable Scientists from Antiquity to the Present. Marquis-Who’s Who (Chicago) : xvi + 1855 p.